# Бій за Сен-Мієль
Бій за Сен-Мієль, також Сен-Мієльська операція (англ. Battle of Saint-Mihiel) (12—15 вересня 1918) — наступальна операція американських та французьких військ у ході Стоденного наступу Антанти на Західному фронті. Основною метою операції була ліквідація Сен-Мієльського виступу, утвореного в ході наступу німецьких військ восени 1914 року, що вдавався в оборону військ союзників. Надалі вийти на рубіж Норуа, Одімон, звільнити залізницю Париж — Верден — Нансі і створити таким чином вигідне вихідне положення для подальших наступальних операцій. У ході проведеного наступу Сен-Мієльський виступ практично був ліквідований американськими дивізіями генерала Дж. Першинга. Це була перша самостійна операція американських військ у Першій світовій війні.

## Історія

### Передумови
З початком активної фази бойових дій на Західному фронті, командування Імперської армії Німеччини вжило заходів щодо опанування міста Вердена з його комплексом фортифікаційних споруд, що утворювало потужну перешкоду на шляху просування німецьких військ. У ході боїв німці захопили місто Сен-Мієль та форт Кемп де Ромейнс, однак далі прорвати оборону французів не змогли й зупинилися перед фортом де Тройон південніше Вердена. Прорив кайзерівських військ утворив на цьому напрямку так званий Сен-Мієльський виступ, що вдавався в глибину французької оборони й блокував пряме сполучення між Нансі та Верденом.
Протягом 1914—1918 років лінія фронту на цьому напрямку практично не зазнавала значних змін, по всій лінії зіткнення точилися бої локального значення. Усі спроби французької армії зрізати виступ, а з німецького боку відповідно його розширити для обох сторін завершилися безрезультатно з величезними втратами у живій силі.

### Підготовка
Командувач Американських експедиційних сил генерал Джон Першинг у серпні 1918 року прийняв вищезазначений сектор оборони союзників. Виходячи з оцінки обстановки та стану німецької оборонних позицій на той час він вважав, що успішна атака в районі Сен-Мієль, Мец та Верден матимуть значний позитивний ефект на подальший розвиток наступу Антанти і серйозно вплинуть на німецьку армію. Також генерал Першинг усвідомлював, що виходячи з властивостей місцевості спочатку необхідно вибити німців з Сен-Мієля, звільнивши цей важливий транспортний вузол, і продовжити наступ на німецький залізничний центр у Меці, втрата якого була б руйнівною для армії противника. Першинг переконав Верховного головнокомандувача союзників маршала Фоша та отримав дозвіл на проведення американськими силами наступу на Сен-Мієльський виступ.

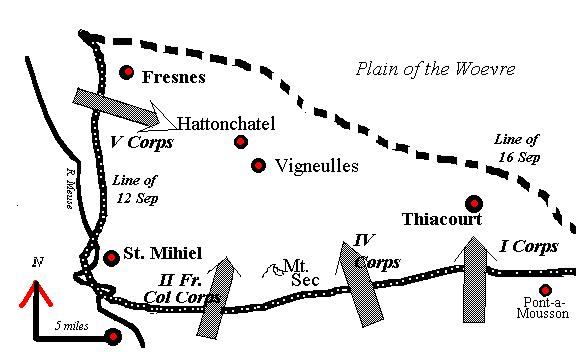
Карта Сен-Мієльської операції. 1918

Оцінивши роль та значення танків у війні, американський командувач, що присвятив майже рік підготовці американського компонента до війни, особливу увагу приділив створенню власного танкового підрозділу. У червні 1917 року за його наказом почалося формування двох танкових батальйонів, 344-го та 345-го, озброєних 144 танками Renault FT-17. Безпосередньою підготовкою та створенням танкових військ керував підполковник Джордж Паттон, майбутній легендарний генерал Другої світової війни.
На додаток до американських танків у бою билося також 275 танків (216 FT-17 і 59 танків типу Schneider CA1 та Saint-Chamond) 1-ї французької штурмової артилерійської бригади; загалом 419 танків.
Авіаційну підтримку операції організовував начальник авіаційної служби Армії генерал-майор Мейсон Патрік. Під його керівництвом до битви були сформовані 28 ескадрилей. Літаками забезпечували французькі, британські та італійські повітряні сили. Загальна чисельність становила 701 винищувач, 366 літаків спостереження, 323 денних бомбардувальники, 91 нічний бомбардувальник. Загалом у Сен-Мієльській операції участь брав 1481 літак, що у свою чергу перетворило цю операцію в наймасштабнішу повітряну битву у Першій світовій війні.

### Планування
За задумом американського командування планувалося завдати удари з флангів Сен-Мієльського виступу у напрямках, що сходяться. Спочатку розраховувалося розпочати наступ 10 вересня, але через неготовність французької артилерії, що підтримувала операцію, довелося перенести дату на 12 число. Загалом американсько-французькі війська зосередили 17 піхотних дивізій (з них 3 французькі), 2900 гармат і мінометів, 419 танків і 1481 літак.

### Німецькі приготування
З протилежного боку у Сен-Мієльському виступі силами 7 ослаблених дивізій утримувала оборону 5-та німецька армія, при 560 гарматах і 200 літаках. За роки перебування на позиціях німці підготували витончену, досконалу та потужну систему фортифікаційних споруд, прикриту мережею колючого дроту, мінними полями, зокрема мінами-пастками, та вогнем кулеметних гнізд у бетонних дотах. Дізнавшись про плани американських військ, у тому числі у деталях (навдивовижу, але одна швейцарська газета опублікувала номер, у якому були вказані дата, час та тривалість артилерійської підготовки американського наступу), німецьке командування почало відведення військ на заздалегідь підготовлену позицію в тилу Сен-Мієльского виступу, однак наступ, який розпочався, позбавив командувача армією успішно завершити відведення.

Американські війська в Сен-Мієльській операції. Вересень 1918

## Битва
12 вересня 1918 року американсько-французькі війська розпочали наступ на Сен-Мієльський виступ одночасно з трьох сторін. Головний удар завдався силами двох американських корпусів на південному фасі виступу на ділянці від Понт-а-Муссон поздовж річки Мозель до Ліме: праворуч атакували дивізії I корпусу (82-га, 90-та, 5-та і 2-га дивізії в першому ешелоні та 78-ма в корпусному резерві); ліворуч наступали частини IV корпусу (89-та, 42-га і 1-ша дивізії у першому ешелоні та 3-тя в резерві командира корпусу) у загальному напрямку на Марвуазен. Силами V корпусу (26-та американська, 15-та колоніальна французька, 8-ма бригада 4-ї дивізії й решта 4-ї дивізії в резерві) завдавався другий удар із західному фасу виступу поздовж висот понад Маасом від Муї в загальному напрямку на Одьйомон. Відволікаючий удар по центру бойового порядку німецької армії з метою стримування їх на цьому напрямку та недопущення здійснення маневру силами й засобами завдавав II французький колоніальний корпус (39-та колоніальна, 26-та та 2-га кавалерійська дивізії французької армії). Командування 1-ї армії генерала Дж. Першинга мали в резерві 35-ту, 80-ту та 91-шу піхотні дивізії.
Союзні війська успішно прорвали перші рубежі оборони німців і широко застосовуючи танки, як потужні засоби прориву фортифікаційних ліній оборони противника, просувалися вперед. Під тиском противника кайзерівські війська почали поступово відступати із займаних рубежів. За перший день боїв I корпус встигнув виконати завдання доби ще до полудня 12 вересня, а завдання другого дня наступу до обіду 13 числа. Наступ розвивався настільки успішно, що Першинг віддав наказ прискорити темпи просування вперед. Зранку 13 вересня 1-ша дивізія, що наступала зі сходу з'єдналася з передовими підрозділами 26-ї дивізії, що атакувала із заходу. До кінця другого дня наступу практично усі визначені планом об'єкти були захоплені, і за наказом командувача американські війська, що вийшли на рубіж німецької лінії оборони, закріпилися на здобутих рубежах.
У наслідок проведення Сен-Мієльської операції лінія фронту скоротилася на 24 км. Німецькі та австро-угорські війська (35-та піхотна дивізія), що утримували цей виступ, втратили лише полоненими понад 15 000 людей, а також 450 гармат, що не встигли вивести на нові рубежі. Американські війська втратили близько 7000 чоловіків.

## Відео
- ST. MIHIEL OFFENSIVE, SEPT. 10-25, 1918, SCENES IN SECTOR AFTER BATTLE